# Домът на Рейвън
„Домът на Рейвън“ е американски семеен ситком, създаден от Джеф Елиноф и Скот Томас.
Сериалът се излъчва за пръв път по Дисни Ченъл на 21 юли 2017 г. Участват Рейвън-Симоун, Исак Райън Браун, Навия Робинсън, Джейсън Мейбаум, Скай Кец и Аналийз ван де Пол.
Базиран на героите, създадени от Майкъл Пориес и Сюзън Шърман, сериалът е спиноф на That's So Raven от 2003 г., вторият спиноф сериал на „Кори в къщата“. Сериалът разказва за Рейвън Бакстър, разведена майка на млади тийнейджъри-близнаци Букър и Ния, която живее с най-добрата си приятелка от детството Челси и нейния син Ливай  в Чикаго, Илинойс.

## Актьорски състав и герои

### Главен състав
- Рейвън-Симоун – Рейвън Бакстър, майка на Ния и Букър[4]
- Айзък Браян-Картър – Букър Бакстър-Картър, синът на Рейвън и брат-близнак на Ния[4]
- Навия Робинсън – Ния Бакстър-Картър (сезони 1 – 4), дъщерята на Рейвън и сестра-близначка на Букър[4]
- Джейсън Мейбаум – Ливай Грейсън (сезони 1 – 4), синът на Челси[4]
- Скай Кец – Тес (сезони 1-4), най-добрата приятелка на Ния
- Аналийз Ван де Пол – Челси Грейсън (сезони 1 – 4), най-добрата приятелка на Рейвън от детинство[4]
- Микал Мишел-Харис – Алис (сезон 5), братовчедка на Букър и Ния
- Феликс Авития – Нийл (сезон 5), съсед на Виктор и съученик на Букър
- Емили Лиу-Уанг – Айви (сезон 5), съсед на Виктор и съученика на Букър
- Рондел Шеридан – Виктор (сезон 5, гостуваща роля в сезон 2), бащата на Рейвън и дядо на Ния и Букър, работи като готвач[5]

### Поддържащ състав
- Джонатан Макданиъл – Девън Картър
- Антъни Алаби – Треньор Спиц
- Джена Дейвис – Сиена (от втори сезон)
- Дилан Мартин Франкъл – Мич (от втори сезон)
- Лая Делеон Хейс – Зина (от втори сезон)
- Макс Торина – Рамон (от трети сезон)
- Адриен Бейлиън – Алана Ривера (от пети сезон), враг на Рейвън, директор на Бейсайд Хай
- Мариса Рейс – Ками Ривера (от пети сезон), дъщеря на Алана и новото гадже на Букър

### Гостуващ състав
- Браян Джордж – доктор Слийвмор[6][7][8]
- Миранда Мей – Лу[9]
- Малори Джеймс Махоуни – Дестъни[9]
- Рафаел Алехандро – Матео[9]
- Уил Буйе младши – Фин[9]
- Шелби Симънс – Ейва[9]
- Скарлет Естевез – Гуен[9]
- Израел Джонсън – Ноа[9]

## В България
В България сериалът е излъчен на 10 февруари 2018 г. по „Дисни Ченъл“.

### Нахсинхронен дублаж
| Роля            | Изпълнител                         |
| --------------- | ---------------------------------- |
| Рейвън          | Михаела Тюлева                     |
| Челси           | Лина Шишкова                       |
| Ливай           | Константин Сливнишки               |
| Букър           | Антония Тасева                     |
| Ния             | Балена Ланджева                    |
| доктор Слийвмор | Николай Пърлев                     |
| Алис            | Наталия Полякова                   |
| Ками            | Мадлен Чайлева                     |
| Нийл            | Мартин Желанков                    |
| Други гласове   | Василка Сугарева Константин Лунгов |

| Обработка              | Александра Аудио |
| ---------------------- | ---------------- |
| Изпълнителен продуцент | Васил Новаков    |